# ウスチ・ヤンスク地区
ウスチ・ヤンスク地区 (ウスチ・ヤンスクちく、ロシア語: Усть-Я́нский улу́с; サハ語: Усуйаана улууһа, Usuyana uluuha, IPA: [usujaːna uluːha])は、ロシア連邦東部のサハ共和国北部の地区。
ラプテフ海にヤナ川が注ぐ三角州に位置する。
面積は12万300km2(北朝鮮とほぼ同じ)で、中心都市はデプタツキー。
2019年1月1日の人口は7028人。

## 地理
主要河川はヤナ川の他にオモロイ川とチョンドン川が有る。
1月の平均気温は-32～40℃で、7月の平均気温は-4～12℃。
年間降水量は北部が150～200mmで、南部が250～300mm。

## 歴史
1967年1月5日に設置された。
1989年には4万1265人が暮らしていた。
人口構成はロシア人が58.7%、ヤクート人が8.7%、エヴェン人が2.2%、エヴェンキ人が0.1%、その他民族が30.3%だった。
1991年のソビエト連邦の崩壊によって経済は停滞し、ロシア人の大部分が地区を去った。
その結果、1990年代に人口の3/4を喪失した。
2002年の人口は1万9人で、人口構成はヤクート人が37.7%、ロシア人が35.4%、エヴェン人が10.7%、ウクライナ人が8.9%、その他民族が7.3%だった。 
2005年、ユカギール村で発掘されたユカギルマンモスが愛知万博で展示された。
2010年には8056人まで減少した。
2013年、同村で発掘されたマンモスのユカがパシフィコ横浜で展示された。
2019年には7028人まで減少した。

## 経済
主要産業は金採掘とトナカイの飼育、漁業、毛皮貿易。
金の他に錫やタングステン、水銀、鉛、亜鉛、褐炭が埋まっている。